# Clara Immerwahr
Pour les articles homonymes, voir Haber.
Clara Immerwahr (21 juin 1870 - 2 mai 1915), aussi connue sous le nom de Clara Haber, est une chimiste allemande. Son mari est le chimiste Fritz Haber.

## Biographie
Clara Immerwahr obtient à l'université de Breslau un doctorat en chimie. C'est la première femme à obtenir ce diplôme dans cette université. Le jour de sa soutenance elle fait le serment de ne « jamais agir de manière contraire à [ses] convictions ». Elle tiendra parole. Son mari, lui, obtiendra le prix Nobel de chimie en 1918 pour ses travaux sur l'ammoniac utilisé comme engrais qui apportaient une réponse décisive au problème alimentaire posé par l'augmentation de la population mondiale.
Issue d'une famille juive, elle se convertit au christianisme en 1897,. Elle se marie avec Haber en 1901.
À cause de la pression sociale faisant de la maison la place de la femme, elle a du mal à mener des recherches. Elle contribue donc sans reconnaissance aux travaux de son mari, traduisant ses articles en anglais.
Elle donne naissance en 1902 à Hermann Haber (1902-1946), le seul enfant de ce mariage.
Se confiant à un ami, Immerwahr déplore son rôle subalterne :

« Ma position a toujours été qu'une vie mérite d'être vécue si on exploite à fond ses talents et qu'on essaye de vivre toutes les expériences que la vie humaine peut offrir. C'est sur cette impulsion, entre autres raisons, que j'ai décidé de me marier à ce moment […] et la principale raison à cela est la manière oppressive de Fritz de se mettre en premier à la maison et dans le mariage, de sorte qu'une personnalité moins impitoyablement affirmée aurait été tout simplement détruite,. »

Durant la Première Guerre mondiale, Haber  devient un fervent partisan de l'effort militaire allemand et joue un rôle important dans le développement des armes chimiques (en particulier les gaz toxiques). Ses efforts aboutissent à ce qu'il supervise la première attaque au gaz de l'histoire militaire en Flandres le 22 avril 1915. Haber retourne ensuite à Berlin.
Peu après le retour d'Haber, Immerwahr lui prend son pistolet et se tire dans la poitrine. Elle meurt dans les bras de son fils. Le lendemain de sa mort, Haber quitte immédiatement le domicile pour mettre en place la première attaque au gaz contre les Russes sur le Front de l'Est,. Son suicide reste mystérieux ; aucun journal n'en parle et il semble qu'aucune autopsie n'ait été faite. Le manque de documentation sur sa mort a créé de nombreuses controverses sur ses raisons. En fait, il semblerait que la situation sentimentale du couple ait joué un rôle non négligeable dans son suicide (Fritz Haber entretenait une liaison avec sa secrétaire Charlotte Nathan, ce qui a beaucoup affecté Clara Immerwahr).
Fritz Haber fuira plus tard l'Allemagne nazie et mourra à Bâle, Suisse, en 1934. Ses cendres et celles de Clara Immerwahr sont enterrées ensemble dans un cimetière de Bâle. Par la suite, leur fils Hermann Haber émigre aux États-Unis où il se suicide en 1946.
La Technischen  Universität de Berlin a fondé en 2012 un prix Clara Immerwahr de 15 000 euros récompensant des recherches sur la catalyse.